# 邱垂正
邱垂正（1965年12月10日—），中華民國政治人物、學者，現任大陸委員會主任委員，曾任海峽交流基金會副董事長兼秘書長、大陸委員會副主任委員兼發言人、國立金門大學國際暨大陸事務學系專任副教授，研究領域為兩岸經貿關係、國際政治經濟學、戰略與策略研究、港澳研究、和平學研究等。

## 生平

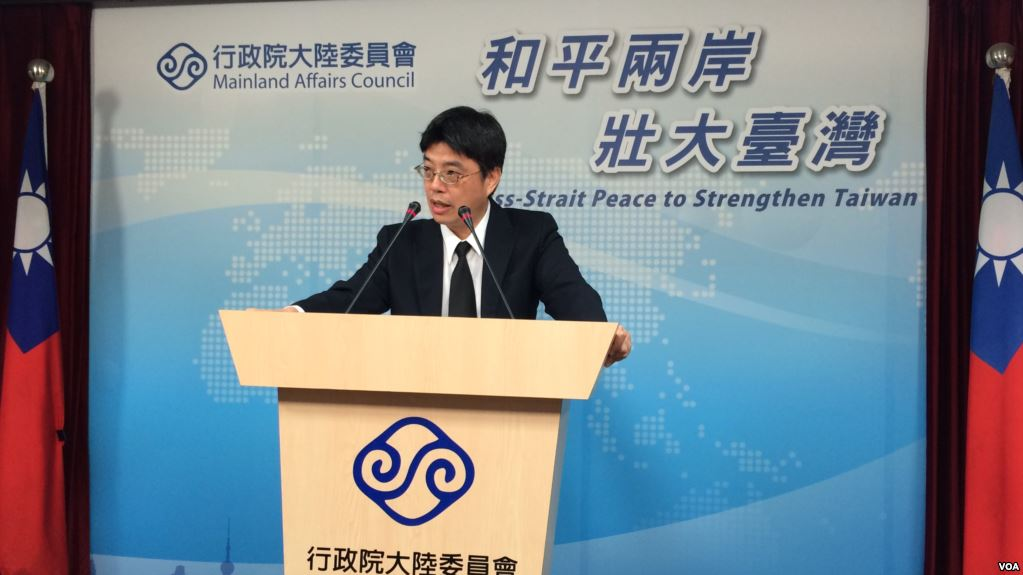
邱垂正於陸委會副主任委員兼發言人任內

邱垂正於東吳大學政治學系畢業後曾短暫擔任立法院國會助理，期間攻讀國立臺灣大學國家發展研究所碩士。2000年畢業後進入行政院大陸委員會擔任秘書並攻讀國立臺灣師範大學政治學研究所博士，2007年取得博士學位。隔年離職赴國立金門大學任教，期間產出數十篇有關兩岸關係的論文，並時常於中國大陸進行學術研討。
2016年蔡英文就任中華民國總統後，時任行政院院長林全借調邱垂正出任大陸委員會副主任委員兼發言人；2023年2月轉任海峽交流基金會副董事長兼秘書長；2024年賴清德當選總統後，被任命為大陸委員會主任委員。

## 外部連結
| 中華民國政府職務 | 中華民國政府職務                                    | 中華民國政府職務 |
| ---------------- | --------------------------------------------------- | ---------------- |
| 行政院           |                                                     |                  |
| 前任： 邱太三    | 中華民國大陸委員會主任委員 第十五任 2024年5月20日－ | 現任             |